# Sanatorio Durán
El Sanatorio Durán unas ruinas de un antiguo hospital en Costa Rica y hotel de fantasmas, también es hoy un parque recreativo y anteriormente fue un sanatorio creado para albergar y tratar a pacientes que padecían de tuberculosis, contaba con todas las características de un hospital de primer mundo capacitado para albergar alrededor de 300 enfermos en la provincia de Cartago, Costa Rica.  Se ubica en el distrito de Potrero Cerrado de Oreamuno.
Este antiguo inmueble se localiza a 7 km al norte de la ciudad de Cartago y a unos 18 kilómetros al sureste del Volcán Irazú, a una altitud de poco más de 2335 m s. n. m.
Fue fundado en 1918 por el médico y político costarricense Carlos Durán Cartín (1852-1924), expresidente de la República y Benemérito de la Patria.

## Historia del Hospital

### Antecedentes

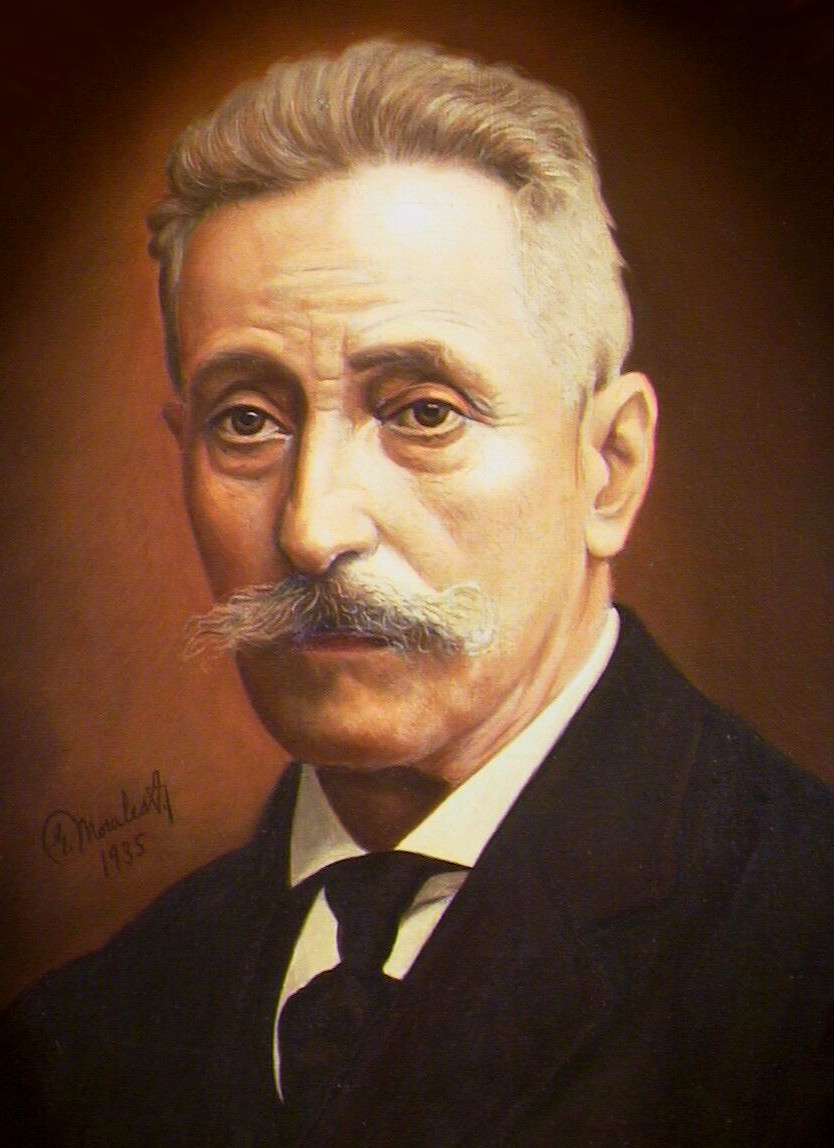
El Dr. Carlos Durán Cartín, expresidente de la República de Costa Rica (1890) y creador del Sanatorio Durán.

El tratamiento adecuado de la tuberculosis era prácticamente nulo a inicios del siglo XX, tanto en Costa Rica como en Centroamérica, pues no se contaba con instalaciones, equipo ni personal idóneo para asistir a los pacientes como lo requería su enfermedad.
El doctor Durán, un médico tenaz y visionario, mostró interés en la creación de un sanatorio en gran parte motivado por el hecho de que una hija suya padeció la enfermedad, dijo la historiadora Carmela Velázquez, investigadora de la Escuela de Historia de la Universidad de Costa Rica (UCR).
Por medio de publicaciones internacionales y viajes al exterior, el doctor Durán se dedicó con empeño a investigar sobre los últimos avances de la medicina y a buscar el mejor centro de curación para internar a su hija. En 1903 se decidió por el prestigioso sanatorio Loomis en Liberty, Nueva York, creado y dirigido por el doctor Charles Loomis, la máxima autoridad en tuberculosis en Estados Unidos en aquel tiempo.
El médico costarricense conoció de cerca el modelo del hospital neoyorquino y regresó a Costa Rica en 1912, decidido a implementarlo en el país. Durán fue, por un breve período, Presidente de la República (1889-1890), y además fundó en 1898 el Asilo Chapuí (hoy Hospital Psiquiátrico Manuel Antonio Chapuí) para personas con problemas mentales, por lo que poseía suficientes influencias políticas para llevar a cabo su proyecto.

### Su período de auge

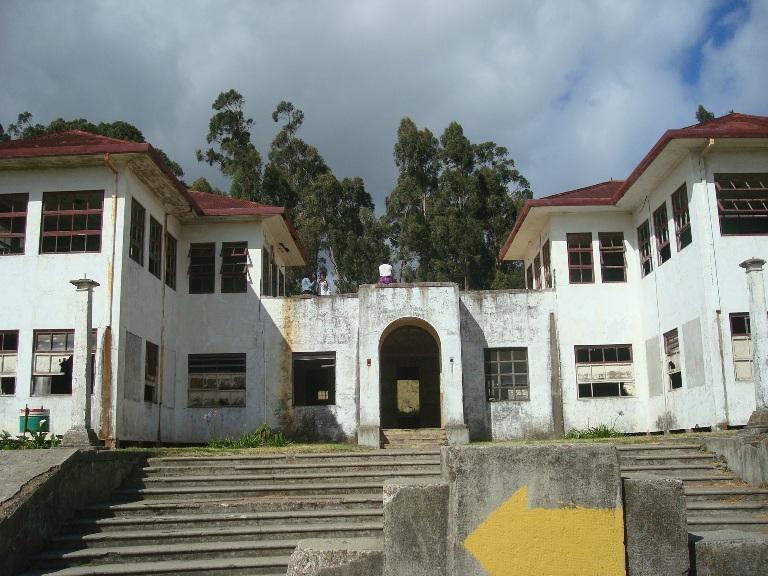
Fachada principal.

Por una moción presentada por el doctor Durán, el 16 de agosto de 1915 el Congreso de la República, Don Alfredo González Flores aprobó la creación del Sanatorio Durán (abriendo sus puertas bajo el nombre de Sanatorio Carit, en homenaje al Doctor Adolfo Carit Eva), el cual se levantó en una finca comprada por el Gobierno en Potrero Cerrado de Oreamuno, Cartago de entre una lista de lugares disponibles para poner el Sanatorio como por ejemplo fincas en Alajuela, Puntarenas, San José, entre otros. 
La adquisición del terreno fue atendiendo las recomendaciones de este médico sobre la altitud de la zona, los vientos imperantes, la humedad del aire, la temperatura, las horas de sol y la disponibilidad de agua potable, para tratar a los enfermos con tuberculosis. 
En este hospital se inició la construcción en 1915 y se finalizó parcialmente en 1918 (su primera etapa), levantado íntegramente con maderas de la zona y bahareque. Sin embargo, hasta casi finales de su cierre como Sanatorio (1972-1973) se siguieron agregando etapas al edificio con estilos arquitectónicos distintos, creando un verdadero complejo médico.
Los materiales para construir el edificio administrativo y los primeros pabellones de 1918 fueron cuidadosamente seleccionados. Se usaron maderas de Costa Rica resistentes a la humedad como roble negro, cedro y pochote, así como la caña de Castilla.
Por su lejanía y aislamiento, el Sanatorio fue un lugar perfecto para albergar a personas que sufrían de tuberculosis, enfermedad altamente contagiosa. De igual forma, se consideraba que el clima templado frío de la zona colaboraba con la mejoría en los pacientes ingresados, algo que nunca se demostró científicamente de una forma contundente. El doctor Durán sabía que muchos especialistas de Estados Unidos y Europa creían en la acción curativa del aire puro, el sol, el reposo absoluto y una alimentación abundante y variada para tratar la tuberculosis.

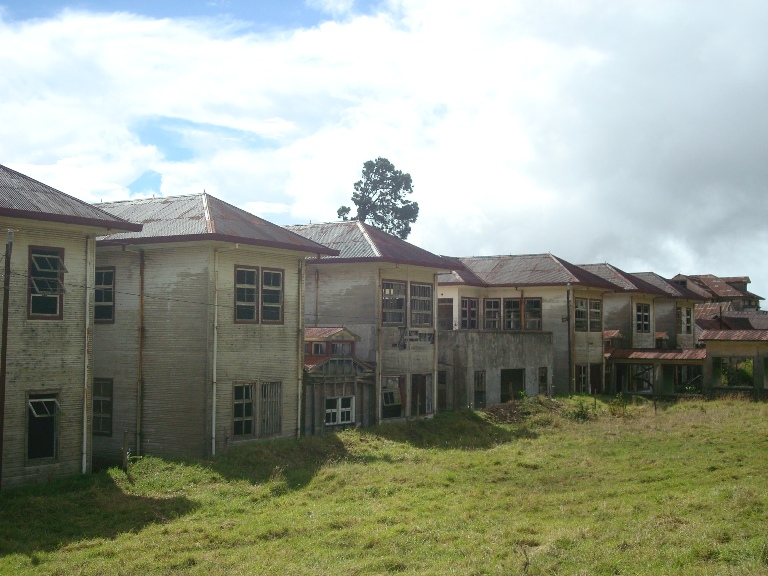
Vista de la estructura del hospital desde los patios interiores.

En su momento de mayor apogeo, contaba con todos los servicios de un hospital y 300 camas disponibles, con áreas específicas para hombres, mujeres y niños (incluso hasta áreas específicas para personas con alto nivel económico, llamadas Pensionados). Las Hermanas de la Caridad de Santa Ana cumplían un papel específico en la dinámica del Sanatorio, desde su llegada al lugar en 1925, se convirtieron en la mano derecha de muchos médicos, al proveerles los cuidados respectivos a los pacientes en diferentes niveles.
Tanto los pacientes como el personal médico seguían un estricto régimen disciplinario similar al de prestigiosos hospitales estadounidenses y europeos. El Sanatorio era regido por una junta integrada por tres médicos, un abogado y un ingeniero. Esa misma junta nombraba a un superintendente, al que le correspondían tareas administrativas muy específicas.
Un informe de 1924 del doctor Jorge Sáenz, quien fue superintendente, señala que entre sus funciones estaba llevar una historia clínica de cada enfermo con anotaciones semanales acerca del peso, del estado de los pulmones, de la laringe y demás órganos que están afectados, todo lo más completo posible.
De acuerdo con una investigación, el doctor Sáenz aseguró que el tratamiento contra la tuberculosis aplicado a los pacientes del Sanatorio era el mismo adoptado por los principales hospitales alrededor del mundo. Según este médico, el tratamiento estaba basado en un régimen dietético higiénico que consistía esencialmente en reposo, exposición constante al aire fresco y al sol así como un alimentación balanceada. Era un tratamiento indirecto para fortalecer el organismo y así controlar la infección.

### Decadencia

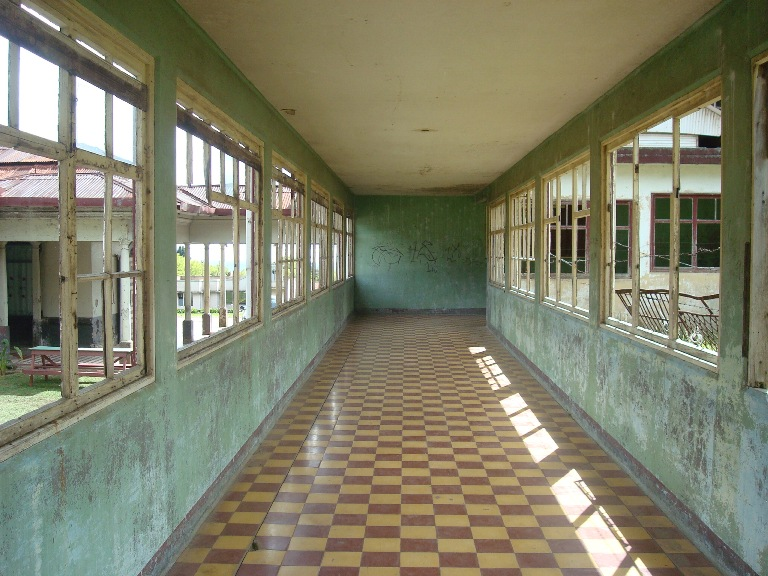
Pasillo en el interior del hospital.

Con los avances de la medicina y el hallazgo de tratamientos farmacológicos más eficaces, la incidencia y mortalidad de la tuberculosis comenzaron a disminuir. Por ese motivo, el Sanatorio se descontinuó para el fin para el que fue creado originalmente, ya que los pacientes ya no ameritaban internamientos tan prologados. Por otro lado, la epidemia de la enfermedad había cesado en Costa Rica y los enfermos podrían ser tratados en otros hospitales más cercanos. Con esas circunstancias y debido a su elevado costo operativo y mantenimiento, hacia la década de 1950 el Sanatorio entró en una franca decadencia hasta ser desocupado alrededor de 1963.
El cierre de este centro médico también conllevó la transformación de un hospital capitalino especializado en geriatría (hoy llamado Dr. Raúl Blanco Cervantes) de acuerdo con el nuevo perfil epidemiológico y demográfico: con la drástica disminución de los pacientes tuberculosos se pasó para atender a los múltiples pacientes que aparecieron, de un momento a otro, con el aumento de la esperanza de vida: los adultos mayores.

## Parque recreativo
El complejo que ocupó el Sanatorio actualmente es administrado por la Unión Nacional de Pequeños y Medianos Productores Agropecuarios Costarricenses, UPA Nacional. En sus inmediaciones, la propiedad se dedica al cultivo de hortalizas.
UPA Nacional tiene terrenos ubicados en la parte posterior del edificio en las cuales realizan estudios de agricultura. En el sitio se alquila un inmueble para realizar seminarios o reuniones con capacidad para 125 personas. Cuenta con habitaciones, baños, otros recintos y un área para acampar. 
Un proyecto en 2008 ante la Asamblea Legislativa trató de incorporar estas instalaciones a un corredor turístico en la zona norte de Cartago, donde podría convertirse en un colegio con modalidad agro-turístico industrial, sin que al presente exista una iniciativa aprobada y en concreto.

### Restauración
Debido a su gran interés histórico y arquitectónico es un sitio muy visitado por el turismo, a pesar de su avanzado estado de abandono y destrucción. Por este motivo vecinos de Potrero Cerrado solicitaron ante las autoridades gubernamentales en 2010 que el Sanatorio Durán se declarara Patrimonio Nacional. El 7 de noviembre de 2014, el presidente Luis Guillermo Solís declaró al Sanatorio Durán como patrimonio histórico-arquitectónico de Costa Rica.
Este proyecto contempla la restauración de una de las etapas del sanatorio, esta, la más deteriorada debido a que fue la primera en ser construida cerca de 1919 y por ser completamente de madera. Por el contrario de la etapa más grande de este, que fue construida posteriormente a base de cemento. En el 2019 se restauró el antiguo comedor y cocina del hospital, es ahora llamado "La Cafetería" y provee venta de alimentos y un área de comedor.

## Actividad paranormal
Al igual que muchas construcciones antiguas alrededor del mundo donde las personas que las habitaron tuvieron algún tipo de sufrimiento físico y fallecieron, a este ruinoso inmueble se le han atribuido diversas leyendas urbanas sobre actividad paranormal.
En todo este tiempo, este complejo ha ido guardando muchos misterios que lo han convertido en un lugar tenebroso y aterrador, lo que atrae a muchas personas interesadas en este tipo de manifestaciones inexplicables.  Entre ellas se enumeran:
- En su época como hospital, más de un interno llegó a decir que en las noches se presentaba una monja fantasma a curar al enfermo de la cama continua.

- Otra leyenda habla de que por el Sanatorio se empezó a correr el rumor que por las noches frías y oscuras, en medio de los quejidos de los enfermos, se aparecían por los pasillos dos religiosas fantasmas, quienes llegaban a cuidar y dar alivio a los hospitalizados.

- Varias personas han relatado que dentro del antiguo Sanatorio se sienten brisas muy frías además de la aparición del fantasma de una monja y una niña.

- Hoy en día la gente cuenta que ha escuchado a las monjas en el último piso del Sanatorio. Además, dicen haber visto dos figuras, como sombras de pie al lado de las gradas, o en uno de los pequeños cuartos que están ahí.

## El Sanatorio Durán en el cine
Un filme costarricense de Miguel Gómez estrenado el 29 de octubre de 2010, presentó la leyenda urbana detrás del Sanatorio Durán como trama, con su película titulada de igual forma El Sanatorio, utilizando la técnica cinematográfica del falso documental.
En ella, un grupo de jóvenes que pretenden realizar un filme casero sobre el sitio y el misterio detrás de él, se encuentran cara a cara con el peligro y sufren el ataque de la monja del sanatorio y los demás espíritus que lo habitan. 
Todo está relatado desde un punto de vista tanto cómico como de terror que representan muy bien el característico choteo costarricense, la forma en que las anécdotas de hechos paranormales siempre son contadas con cierto tinte de comedia en Costa Rica y la manera de reaccionar enojados de los costarricenses ante situaciones que los asusta o los frustra.